# Fernando Priego Chacón
Fernando Priego Chacón (Málaga, 29 de octubre de 1981) es un político español del Partido Popular, alcalde de Cabra desde el año 2011 y senador por Córdoba en el Senado de España durante las XII, XIII y XIV legislaturas.

## Biografía
Nace en octubre de 1981 en Málaga donde sus padres se habían trasladado por motivos laborales. Con 7 años de edad se traslada a Cabra, ciudad de origen de su familia, y realiza sus estudios en el CEIP Ángel Cruz Rueda y el IES Aguilar y Eslava.
Es diplomado en Relaciones Laborales y licenciado en Ciencias del Trabajo por la Universidad de Granada, con formación adicional sobre gestión de personal y de empresas.
Militante del Partido Popular desde 1998. Desde 2007 ocupa los cargos de Vicesecretario Regional de Nuevas Generaciones del Partido Popular de Andalucía, Secretario General del Partido Popular de Cabra y miembro del Comité Ejecutivo del PP de Córdoba. También ocupa la Secretaría de Política Municipal del PP cordobés y forma parte de la Junta Directiva Regional del Partido Popular de Andalucía. Fue elegido concejal del Ayuntamiento de Cabra (Córdoba) en las elecciones de 2007 ocupando el puesto de viceportavoz de grupo municipal popular. 
Consiguió convertirse en alcalde de Cabra durante las elecciones municipales de 2011 tras ganar con mayoría simple, consiguiendo 9 concejales y un 40 % de los votos. No obstante, necesitó el apoyo del Partido Andalucista para su investidura. Además, fue nombrado diputado provincial de la Diputación de Córdoba en mayo de 2012. Revalidó un segundo mandato en la alcaldía de Cabra tras las elecciones municipales de 2015 con mayoría absoluta, un 60 % de los votos y 14 concejales. Accedió al cargo de senador por Córdoba en el Senado de España tras las elecciones generales de 2016, dejando antes su cargo de diputado provincial, ya que son cargos incompatibles.
En 2019, volvió a conseguir su puesto de senador durante las elecciones generales de abril y además, volvió a ganar las elecciones municipales en Cabra por tercera vez consecutiva, consiguiendo un 62,43 % de los votos y revalidando la mayoría absoluta de nuevo con 14 concejales. El 31 de julio de ese año fue elegido portavoz del PP en la Comisión de Entidades Locales del Senado, además de vicepresidente segundo de la Comisión de Agricultura, Pesca y Alimentación y vocal de la Comisión de Defensa en la Cámara Alta. Tras las nuevas elecciones generales de ese año, volvió a obtener su acta en el Senado.
En enero de 2021 fue objeto de una polémica al incluir su fotografía junto a la de los Reyes Magos en las golosinas entregadas durante la Epifanía por la asociación de cabalgatas.
En las elecciones municipales de 2023 volvió a conseguir la mayoría absoluta con 14 concejales.